# بلاگردان (فیلم ۱۹۲۱)
بلاگردان (انگلیسی: The Fall Guy) یک فیلم کمدی صامت کوتاه آمریکایی به کارگردانی لری سمون و نورمن تاروگ است که در سال ۱۹۲۱ منتشر شد. از بازیگران این فیلم می‌توان به اولیور هاردی، لری سمون، آل تامپسون، ویلیام هابر، نورما نیکولز و فرانک الکساندر اشاره کرد.